# Abd-ar-Rahman as-Sufí
Abu-l-Hussayn Abd-ar-Rahman ibn Úmar ibn Sahl as-Sufí ar-Razí (àrab: أبو الحسين عبد الرحمن بن عمر بن سهل الصوفي الرازي, Abū l-Ḥusayn ʿAbd ar-Raḥmān b. ʿUmar b. Sahl aṣ-Ṣūfī ar-Rāzī), més conegut senzillament com a Abd-ar-Rahman as-Sufí (persa: عبدالرحمن صوفی) (7 de desembre del 903 - 25 de maig del 986) fou un astròleg i astrònom d'origen persa. A Occident, se'l va anomenar Azophi i amb aquest nom se l'ha reconegut assignant el seu nom a un cràter de la Lluna.

## Treball i obres

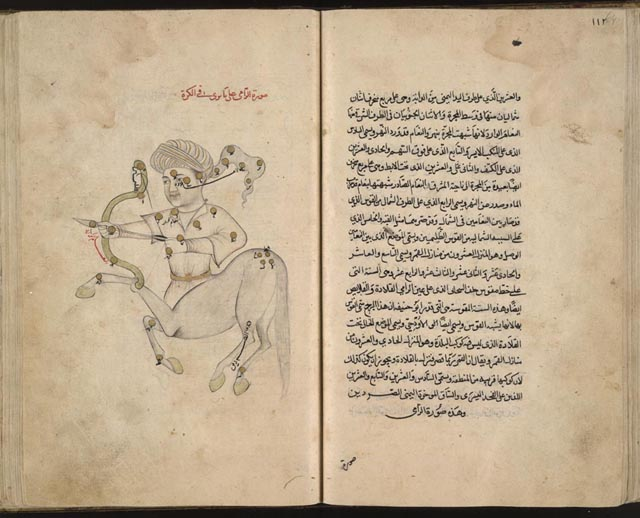
Representació de les constel·lacions celestes, del Llibre dels estels fixos d'As-Sufí

Va viure a la cort de l'emir Àdud-ad-Dawla a Esfahan, Pèrsia, i treballà traduint i estenent amb comentaris obres de contingut astronòmic procedents dels grecs, en especial l'Almagest de Claudi Ptolemeu. Feu força en corregir dades d'alguns estels ja descrits per Ptolemeu i sobretot en revisà la brillantor i la magnitud. Fou el primer a descriure la gran galàxia d'Andròmeda, que va qualificar de petit núvol. Ha estat un dels primers a esmentar i descriure els núvols de Magalhães, que només són visibles des de latituds molt al sud, concretament As-Sufí les va poder observar des del Iemen, ja que des de la ciutat on va viure la major part de la seva vida, Esfahan, no es poden veure mai; els europeus no van tenir notícia d'aquests objectes fins al viatge de Magalhães al segle xvi.
És considerat com un dels millors traductors en idioma àrab de les obres astronòmiques procedents del món hel·lenístic i sobretot d'aquelles que procedeixen d'Alexandria; fou el primer que intentà relacionar el nom dels estels i constel·lacions en grec amb la denominació en àrab, tasca molt important, ja que molts estels no tenien traductors i de vegades es confonien.
Fou un dels primers també a observar que el pla de l'eclíptica està inclinat respecte a l'equador celeste i realitzà càlculs per esbrinar la durada de l'any tròpic. Observà, va descriure i catalogà les característiques dels estels, identificant-ne llurs posicions, llur magnitud aparent, llur brillantor i color, i anà associant els estels a les seves corresponents constel·lacions. Per a cada constel·lació, proporcionà dos dibuixos, l'un amb el punt de vista des de fora de l'esfera celeste i un altre amb el punt de vista des de dins de l'esfera (tal com es pot veure des de la Terra). As-Sufí va escriure sobre la mesura i ús de l'astrolabi, i trobà nombrosos nous usos per aquest instrument.
As-Sufí publicà el seu Llibre dels estels fixos el 964, i hi descrigué molt del seu treball d'observació astronòmica en ambdós formats textuals i amb abundants pintures.